# Conrad Bain
Conrad Stafford Bain (4 tháng 2 năm 1923 – 14 tháng 1 năm 2013) là diễn viên người Mỹ gốc Canada.

## Đời tư
Conrad Bain sinh ra ở Lethbridge, Alberta, con trai của Jean Agnes (nhũ danh Young) và Stafford Harrison Bain, một người buôn bán. Ông học tại Trường Mỹ thuật Banff trước khi phục vụ trong Quân đội Canada trong Thế chiến II. Sau đó, ông học tại New York tại Học viện Nghệ thuật Sân khấu Hoa Kỳ, tốt nghiệp năm 1948; một trong những người bạn cùng lớp của anh là diễn viên hài Don Rickles. Bain trở thành công dân nhập tịch Hoa Kỳ vào năm 1946

## Diễn viên
- 1996: The Fresh Prince of Bel-Air.... Philip Drummond (1 tập, 1996)
- 1992: The Adventures of The Black Stallion...Racing Legend (1 tập, 1992)
- 1990: Postcards from the Edge.... Grandpa
- 1988: Mr. President.... Charlie Ross (24 tập, 1987–1988)
- 1985: The Love Boat.... Charles Custers /... (3 tập, 1978–1985)
- 1981: Child Bride of Short Creek (TV).... Frank King
- 1979: C.H.O.M.P.S..... Ralph Norton
- 1979: The Facts of Life.... Philip Drummond (1 tập, 1979)
- 1979: A Pleasure Doing Business.... Herb
- 1978: Grandpa Goes to Washington.... Robert Green (1 tập, 1978)
- 1978: The Waverly Wonders.... Tate Sr. (1 tập, 1978)
- 1978: Diff'rent Strokes.... Philip Drummond (189 tập, 1978–1986)
- 1972: Maude.... Dr. Arthur Harmon (118 tập, 1972–1978)
- 1975: Twigs (TV).... Swede
- 1972: Up the Sandbox.... Dr. Gordon
- 1972: A Fan's Notes.... Poppy
- 1971: Who Killed Mary What's 'Er Name?.... Val
- 1971: The Anderson Tapes.... Dr. Rubicoff
- 1971: Bananas.... Semple
- 1971: Jump.... Lester Jump
- 1971: Men of Crisis: The Harvey Wallinger Story (TV)
- 1970: The Edge of Night TV series.... Dr. Charles Weldon #1 (unknown tập, 1970)
- 1970: I Never Sang for My Father.... Rev. Sam Pell
- 1970: Lovers and Other Strangers (uncredited).... Priest in confessional
- 1969: Last Summer (uncredited).... Sidney
- 1966: Dark Shadows.... Hotel Clerk /... (4 tập, 1966–1968)
- 1968: Coogan's Bluff.... Madison Avenue Man
- 1968: Star! (uncredited).... Second Salesman at Cartier's
- 1968: A Lovely Way to Die.... James Lawrence
- 1968: Madigan.... Hotel clerk
- 1967: N.Y.P.D..... Manager (1 tập, 1967)
- 1967: The Borgia Stick (TV).... Lawyer
- 1965: The Trials of O'Brien.... District Attorney (1 tập, 1965)
- 1961: The Defenders (1 tập, 1961)
- 1956: Studio One.... Evans (1 tập, 1956)
- 1952: Studio One.... Dr. Caldwell (1 tập, 1952)